# وزارة المساواة بين الجنسين وشؤون الأسرة (كوريا الجنوبية)
وزارة المساواة بين الجنسين وشؤون الأسرة (باللغة الكورية: 여성가족부، وبالهانجا: 女性家族部، وتختصر بـ MOGEF) أو عادة ما يطلق عليها وزارة المساواة بين الجنسين (여성부, 女性部)، وهي تقسيم إداري على مستوى مجلس الوزراء لحكومة كوريا الجنوبية، واُنشِأَت هذه الوزارة في 28 فبراير 1998 باسم اللجنة الرئاسية لشؤون المرأة، ولكن شُكِلَت الوزارة الحالية في 29 يناير 2001.

## تاريخها

### الأصل
منذ إنشاء حكومة كوريا الجنوبية في أغسطس 1948، كانت وزارة القضايا الاجتماعية (사회부 ;社會部) هي من كانت تتولى قضايا التمييز ضد المرأة إلى أن ظهرت هذه الوزارة عام 1955. بعد ذلك، اندمجت وزارة القضايا الاجتماعية ووزارة الصحة (보건부) إلى أن أصبحوا وزارة القضايا الاجتماعية والصحة (보건사회부). وفي عام 1994، تغير اسم الوزارة إلى وزارة الصحة والرعاية الاجتماعية (보건복지부)، وبناء على ذلك، بدأت الوزارة بمعالجة قضايا التمييز ضد المرأة، ومع ذلك، تعرضت الوزارات للانتقاد بسبب عدم تقدم وضع المرأة الاجتماعي وعدم إنفاذ سياساتها.
في 25 فبراير عام 1998، تم البِدأ في معالجة السياسات الخاصة بالتمييز الجنسي بمجرد إنشاء هذه وزارة تترأس شؤون الدولة (정무장관실)، وفي 28 فبراير 1998، شُكِلت اللجنة الرئاسية لشؤون المرأة (여성특별위원회) برئاسة كيم داي جونج، وفي 23 يوليو 1999، أُصدِرَ قانون يحظر وينظم التمييز الجنسي (남녀차별 금지 및 구제에 관한 법률)، ومع ذلك استمر نقد قلة التقدم في وضع المرأة الاجتماعي، وشُكِلَت وزارة المساواة بين الجنسين (여성부) استجابة لهم في 29 يناير 2001، ومن مهام هذه الوزارة: حماية ضحايا العنف الأسري والعنف الجنسي، ومنع الدعارة؛ وذلك بالإشراف على المهن النسائية من وزارة الصحة والرعاية الاجتماعية.

### التطورات
في 12 يونيو 2004، تسلمت الوزارة مسؤولياتها في الإشراف على تطورات أوضاع الرضع من وزارة الصحة والرعاية الاجتماعية. وفي 23 يونيو 2005، أُعِيد تنظيم الوزارة لتصبح وزارة المساواة بين الجنسين وشؤون الأسرة (여성가족부) من أجل خلق وتطبيق أكثر تماسكًا للسياسات. وفي 29 فبراير 2008، أُعيد تغيير الوزارة مرة أخرى إلى وزارة المساواة بين الجنسين، في حين نُقِلَت جميع المسؤوليات المتعلقة بالإشراف على صحة الأُسر والأطفال إلى وزارة الصحة والرعاية الاجتماعية والتي أصبح اسمها وزارة الصحة والرعاية الاجتماعية وشؤون الأسرة، وفي 19 مارس 2010، أُعيد تنظيم وزارة المساواة بين الجنسين لتصبح وزارة المساواة بين الجنسين وشؤون الأسرة مع تحمل مسؤوليات الإشراف على المراهقين والأُسر مرة أخرى.

## تنظيمها

### أهداف
وفقًا للموقع الإلكتروني الخاص بوزارة المساواة بين الجنسين وشؤون الأسرة، أهداف الوزارة هي:
- تخطيط وتنسيق سياسة المرأة وتحسين وضع المرأة من خلال تعزيز حقوق المرأة
- إنشاء وتسوية ودعم سياسة الأسرة وسياسة الأسر متعددة الثقافات
- تعزيز الرعاية الاجتماعية وحماية الشباب
- منع العنف ضد المرأة والأطفال والشباب وحماية ضحاياه[6]

### وظيفتها
وفقًا للموقع الإلكتروني الخاص بوزارة المساواة بين الجنسين وشؤون الأسرة، وظائف الوزارة هي:
- تخطيط وتنسيق السياسات المتعلقة بالجنسين
- تحليل الأثر الجنساني للسياسات
- تطوير واستخدام الموارد المتاحة للمرأة
- توسيع مشاركة المرأة في المجتمع
- منع الاتجار بالبشر وحماية ضحاياه
- منع العنف المنزلي والجنسي وحماية ضحاياه
- صقل الشراكة مع الجماعات المدنية المناهضة للمرأة والمنظمات الدولية[6]

### منظمة فرعية
يرأس الوزارة وزير من مجلس الوزراء وينظمها نائب الوزير الذي يعمل مستشار سياسات للوزير ومتحدث رسمي له، ويتحكم أيضًا نائب الوزير في الأقسام التالية: قسم إدارة الدعم ومكتب التخطيط والتنسيق، ومكتب سياسات المرأة، ومكتب سياسات الشباب والأسر، ومكتب تعزيز حقوق المرأة والشباب، ويتولى المتحدث الرسمي باسم الوزير مسؤولية قسم العلاقات العامة.

## جدال
أُنتُقِدَت وزارة المساواة بين الجنسين وشؤون الأسرة لإدخال كلمة المرأة(여성)  في اسمها مما أدى إلى اتهامات بالوقوف جانباً في قضية عدم المساواة بين الجنسين والتمييز العكسي. وتشارك الوزارة في العديد من الخلافات مما أدى ذلك إلى تكوين حركة ضدها والتي نادت بإلغائها عام 2006 و2008 و2013.
في 2016، أنشأت الوزارة سياسة لدفع أجر الرجال لعدم توظيف البغايا في حفلات رأس السنة الميلادية للرجال، حيث تم إخبار الرجال بالتسجيل على الموقع الإلكتروني برقم الهوية الوطنية الخاص بهم، وبلغ إجمالي الميزانية 3,600,000 وون_ العملة الرسمية لكوريا الجنوبية (3,175 دولار أمريكي)، مما أدى إلى توقيع حركة لإلغاء الوزارة.
في نوفمبر 2011، فرضت الوزارة نظامًا للإغلاق القسري لألعاب المراهقين (청소년 게임 강제 셧다운제도) والذي شارك في جدل شديد، حيث تم انتقاد القانون لأنه غير فعال، ويشجع المراهقين على ارتكاب جريمة استخدام رقم تسجيل أهاليهم، وتقييد إنتاج الألعاب المحلية.